# Mont Brome
Mont Brome är ett berg i Kanada.   Det ligger i provinsen Québec, i den sydöstra delen av landet, 240 km öster om huvudstaden Ottawa. Toppen på Mont Brome är 553 meter över havet, eller 362 meter över den omgivande terrängen. Bredden vid basen är 12,1 km.
Terrängen runt Mont Brome är platt åt sydost, men åt nordväst är den kuperad. Närmaste större samhälle är Granby, 14,4 km nordväst om Mont Brome.
Omgivningarna runt Mont Brome är en mosaik av jordbruksmark och naturlig växtlighet. Runt Mont Brome är det ganska glesbefolkat, med 23 invånare per kvadratkilometer.